# Paul Sarker
Paul Sishir Sarker ist ein bangladeschischer protestantischer Bischof. Von 2007 bis 2018 war er Moderator der Church of Bangladesh, einer United Protestant Church, die Mitglied in der World Communion of Reformed Churches sowie in der Anglikanischen Gemeinschaft ist.

## Leben
Sarker wuchs auf als Mitglied einer anglikanischen High-Church-Gemeinde. Er studierte zunächst an der University of Dhaka mit dem Ziel Lehrer für Bengalische Literatur zu werden. Er spürte an der Universität die Berufung zum kirchlichen Dienst und entschied sich nach Abschluss seiner Graduierung Religion zu studieren. Er studierte am Bishop’s College in Kalkutta, Indien, und ging später in die Vereinigten Staaten, wo er einen Master of Divinity am Louisville Presbyterian Seminary in Kentucky erwarb. Nach der Ordination als anglikanischer Priester wurde er bereits 2002 zum Bischof der Church of Bangladesh gewählt und am 5. Januar 2003 in der Diocese of Kushtia geweiht. 2007 wurde er zum Moderator of the Church of Bangladesh gewählt und 2009 in die Diocese of Dhaka versetzt, nachdem der Vorgänger dort, Michael Baroi, in den Ruhestand getreten war. Im Februar 2019 trat er selbst in den Ruhestand, nachdem er das Amt des Moderators schon im Dezember 2018 an Samuel Sunil Mankhin abgegeben hatte.
Sarker nahm am Meeting der Anglican Church in North America (ACNA) am 13.–15. Mai 2017 in der Holy Cross Cathedral, in Loganville, Georgia, teil, wo er und Archbishop Foley Beach, der ACNA, ein „A Joint Statement on Communion from the Primate of Bangladesh and the Primate of the Anglican Church“ unterzeichneten um die Abendmahlsgemeinschaft zwischen beiden Kirchen zu bekräftigen und zu feiern Die Church of Bangladesh war die erste United Province der Anglican Communion, welche die volle Abendmahlsgemeinschaft mit der ACNA erklärte.